# I've Just Seen a Face
〈I've Just Seen a Face〉는 영국의 록 밴드 비틀즈의 곡이다. 폴 매카트니(레논-매카트니로 인용)에 의해 작곡되었으며, 매카트니가 보컬을 맡고 있다. 이 곡은 1965년 영국 음반 《Help!》와 미국에서 캐피틀 레코드 버전의 《Rubber Soul》 음반에 수록되었다. 이 곡은 1965년 6월 14일 런던의 EMI 스튜디오에서 비틀즈에 의해 〈Yesterday〉와 〈I'm Down〉과 같은 세션으로 녹음되었다.